# Windy Nunatak
Der Windy Nunatak (englisch; polnisch Wietrzny Nunatak ‚Windiger Nunatak‘) ist ein kleiner Nunatak in den Arctowski Mountains von King George Island im Archipel der Südlichen Shetlandinseln. Er ragt südlich des Rose Peak auf.
Polnische Wissenschaftler benannten ihn 1981 nach den Wetterverhältnissen, auf die Teilnehmer der von 1979 bis 1980 durchgeführten polnischen Antarktisexpedition hier stießen.